# Ґері Ґаллок
Ґері Ґаллок (англ. Gary Gullock, 1 березня 1958) — австралійський академічний веслувальник.
Срібний призер Олімпійських Ігор 1984 року в складі парної четвірки.
Бронзовий призер Чемпіонату світу 1990 року в складі парної двійки.